# ドラメクチン
ドラメクチン（英：Doramectin）はDectomaxなどの商品名で販売されている、ウシの胃腸回虫、肺虫、眼虫、幼虫移行症、シラミ、ヒゼンダニなどの寄生虫の治療薬としてアメリカ食品医薬品局（FDA）に認可されている動物用医薬品である。後発医薬品がある。レバミソールとの配合剤（商品名Valcor）がの商品名としてある。内部寄生虫（胃腸、肺の線虫）、ダニ、ヒゼンダニ（とその他の外部寄生虫）の治療や駆除に使用される。ドラメクチンはアベルメクチンの誘導体である。この群の他の薬剤と同様に、Streptomyces avermitilisの選択菌による発酵と化学修飾によって生産される。Haemonchus、Ostertagia, トリコストロンギルス属, クーペリア属、Oesophagostomumの種や牛肺虫、ヒトヒフバエ、オウシマダニ、Psoroptes bovis、その他の内部及び外部寄生虫などに活性がある。注射剤と外用薬がある。

## 社会と文化

### 商品名
ドラメクチンはウシ、ヒツジ、ブタ用にDoramec L.A.として海外では販売されている。
ドラメクチンは、Doraquest L.A. Oral Gelの名で、フレーバーのある生体接着ゲルとしてウマの口腔用にある。回虫、肺虫などの内部寄生虫やいくつかの外部寄生虫の駆除や治療に使用できる。